# Bassett, Kansas
Bassett är en ort i Allen County i Kansas. Vid 2010 års folkräkning hade Bassett 14 invånare.